# Leila Luik
Leila Luik (14 oktober 1985) is een atleet uit Estland.
Luik nam onder andere deel aan de marathons van Amsterdam, de Parelloop 2013 en op het EK 2014.
In 2016 liep Leila Luik de marathon op de Olympische Zomerspelen van Rio de Janeiro in 2016. Ze finishte als 114e.

## Familie
Leila Luik is samen met Liina Luik en Lily Luik een drieling, die alle drie marathons lopen.
- World Athletics: 14459188